# شیخ دیاباته
شیخ تیدیانه دیاباته (انگلیسی: Cheick Tidiane Diabaté؛ زادهٔ ۲۵ آوریل ۱۹۸۸) بازیکن پیشین فوتبال اهل مالی است.
وی سابقه بازی در بوردو، بنونتو، استقلال و پرسپولیس را دارد.
او گلزن‌ترین بازیکن خارجی تاریخ باشگاه استقلال است و در این باشگاه توانست با به‌ثمر رساندن ۱۵ گل موفق به کسب عنوان آقای گلی لیگ برتر فوتبال ایران شود.

## دوران باشگاهی

### بازگشت به بوردو
وی پس از دوسال گذراندن قرضی در تیم‌ها، به بوردو بازگشت.

#### ۲۰۱۰
دیاباته اولین بار مقابل سوشو به میدان رفت. در مسابقه جام حذفی برابر تیم روان، دیاباته برای اولین بار برای تیمش گلزنی کرد. آنهم ۲ گل. در ادامه، او حتی مقابل تیم پاری سن ژرمن هم گلزنی کرد. در پایان، دیاباته شش‌بار موفق به گلزنی شد.

#### ۲۰۱۱
دیاباته موفق شد بهتر از قبل ظاهر شود و ۸ گل را در این فصل به ثمر رساند. در این فصل هم دیاباته موفق به گلزنی به پاری سن-ژرمن شد.

#### ۲۰۱۲
شاید بشود گفت این فصل، بهترین فصل دیاباته با بوردو بود. دیاباته با این تیم، رتبه هفتم لیگ فرانسه را کسب کرد، قهرمان جام حذفی فرانسه شد و تا مرحله یک‌چهارم نهایی لیگ اروپا پیش رفت. همچنین دیاباته در عنوان آقای گلی جام حذفی فرانسه را به همراه این تیم کسب کرد.

#### ۲۰۱۳
این فصل برای بوردو فصل خوبی نبود؛ زیرا هیچ جامی به‌دست نیاوردند و در لیگ برتر، به رتبه ای بهتر هفتم دست نیافتند. در جام حذفی و سوپرجام هم حذف شدند. از مرحله گروهی لیگ اروپا هم نتوانستند صعود کنند و در جام اتحادیه باشگاه‌های فرانسه هم کار خاصی نکردند تا این فصل، فصل خوبی برای آنها نباشد. اما شیخ دیاباته، مهاجم فرصت طلب این تیم به همراه ژوسیه، با ۱۱ گل، بهترین گلزنان فصل این باشگاه شدند.

#### ۲۰۱۴
دیاباته در این فصل، مصدومیت‌های زیادی پیدا کرد و تنها ۱۷ بازی برای تیمش انجام داد. بوردو در این فصل از جام حذفی فرانسه و لیگ کاپ فرانسه حذف شد و در لیگ‌برتر رتبه ششم را کسب کرد تا برای فصل بعد، سهمیه پلی‌آف فرانسه در لیگ اروپا را داشته باشد.

#### ۲۰۱۵
این فصل، بازهم از فصل‌های بد بوردو بود. این تیم در لیگ کاپ و جام حذفی حذف شد و در لیگ قهرمانان هم رتبه چهارم در گروه خود را به‌دست‌آورد. در لیگ برتر هم رتبه یازدهم را به‌دست‌آورد. دیاباته در این فصل، بهترین گلزن تیمش بود و موفق به زدن ۱۳ گل در رقابت‌های مختلف شد. این فصل، آخرین فصل دیاباته در تیم بوردو بود و پس از آن، این بازیکن بعد از ۸ سال حضور در تیم بزرگسالان و ۲ سال حضور در تیم جوانان (در مجموع ۱۰ سال) این تیم، دیگر قرارداد خود را تمدید نکرد و به کشورهای دیگر برای پیشرفت رفت.

### عثمانلی‌اسپور
دیاباته در ۲۷ مه ۲۰۱۶ با قراردادی ۳ ساله به تیم عثمانلی‌اسپور پیوست. وی در این تیم، فرصت چندانی برای خودنمایی پیدا نکرد و بیشتر از روی نیمکت کار را دنبال کرد. در مرحله گروهی لیگ اروپا مقابل استوا بخارست، دیاباته موفق شد برای تیمش گلزنی کند. اما بیشترین گلزنی او در جام حذفی رخ داد که او در ۳ بازی، ۵ گل به ثمر رساند.

### متس
بعد از نیم فصل، مدیران آنکارا اسپور به دلیل نارضایتی از دیاباته و همچنین قیمت بالای این بازیکن، تصمیم گرفت این بازیکن را به صورت قرضی به تیم متس فرانسه بدهد. دیاباته در تیم متس عملکرد خوبی داشت و با تاثیرگذاری‌های مستقیم، این تیم را از سقوط به لیگ ۲ فرانسه، نجات داد. عملکرد دیاباته در حدی بود که تیم متس حاضر بود این بازیکن را به صورت دائم در اختیار بگیرد ولی در نهایت او به آنکارا اسپور بازگشت.

### بنونتو
بعد از بازگشت به آنکارا اسپور، مدیران این تیم که علاقه چندانی به وی نداشتند، باری دیگر او را قرضی به تیم بنونتو فرستادند. دیاباته با وجود بازی‌های خوب و گل‌های مهم، نتوانست مانع از سقوط تیم بنونتو به لیگ دسته دو شود. همچنین دیاباته با وجود اینکه در نیم فصل به این تیم پیوست، توانست در پایان فصل با ۸ گل زده، بهترین گلزن فصل این تیم شود. دیاباته در این فصل موفق شد تا در سه بازی متوالی، ۲ گل به ثمر برساند که مقابل هلاس ورونا، یوونتوس و ساسولو زده شد. دیاباته با ۶ گل در ۳ بازی، رکورد تاریخی را در سری آ ایتالیا زد و از رکورد داریو هوبنر گذشت. با پایان فصل، دیاباته با ۸ گل از ۱۱ بازی، بهترین نسبت گل را با بازیکنانی که بیش از یک فصل است در سری آ بازی می‌کنند گرفت، بالاتر از بازیکنانی مثل ادینسون کاوانی، روملو لوکاکو، کریستیانو رونالدو و زلاتان ابراهیموویچ.

### الامارات
دیاباته وقتی به آنکارا اسپور بازگشت، مدیران این تیم این‌بار به بهانه بالارفتن سن وی، او را باری دیگر به صورت قرضی به تیم دیگری فرستادند. دیاباته این‌بار به خلیج فارس رفت و به تیم الامارات پیوست. بعداً، دیاباته با موافقت مدیران تیم آنکارا اسپور، قراردادش را فسخ کرد و به‌طور دائمی به الامارات پیوست. او در این تیم یکی از کلیدی‌ترین مهره‌ها بود. دیاباته در پایان فصل، بهترین گلزن فصل تیمش شد. هرچند که الامارات به لیگ دوم امارات سقوط کرد.

### استقلال
در ۱۸ تیر ۱۳۹۸، دیاباته با قراردادی ۲ ساله به تیم استقلال پیوست. پس از پیوستن به استقلال، شماره ۷ این تیم به او تعلق گرفت. در بازی برابر ماشین‌سازی در ۱ شهریور، او به عنوان بازیکن تعویضی در دقیقه ۶۸ به جای فرشید اسماعیلی وارد شد تا نخستین بازی‌اش را برای استقلال انجام دهد. او در این تیم موفق شد با ۱۴ گل عنوان آقای گلی لیگ برتر ایران را تجربه کند.همچنین با زدن ۱۲ گل، از رکورد مامه بابا تیام، بازیکن سنگالی سابق این تیم پیشی گرفت و بهترین گلزن خارجی تاریخ استقلال شد. در دیدار با نفت مسجدسلیمان دیاباته دچار مصدومیت شد و با تکرار مصدومیت در تمرینات تیم، او ۴ ماه از حضور در میادین محروم شد. تیم استقلال در پایان رتبه دوم لیگ برتر ایران را کسب کرد و به لیگ قهرمانان آسیا صعود کرد.
او با حضور در ۵ شهرآورد نتوانست مقابل پرسپولیس گلزنی کند اما توانست در ۵ شهریور ۱۳۹۹ در نیمه نهایی جام حذفی۹۹–۱۳۹۸ در ضربات پنالتی دروازه تیم پرسپولیس را باز کند استقلال با پیروزی در ضربات پنالتی برابر پرسپولیس به فینال صعود کردولی در فینال به تراکتور باخت و نایب قهرمان جام حذفی شد.

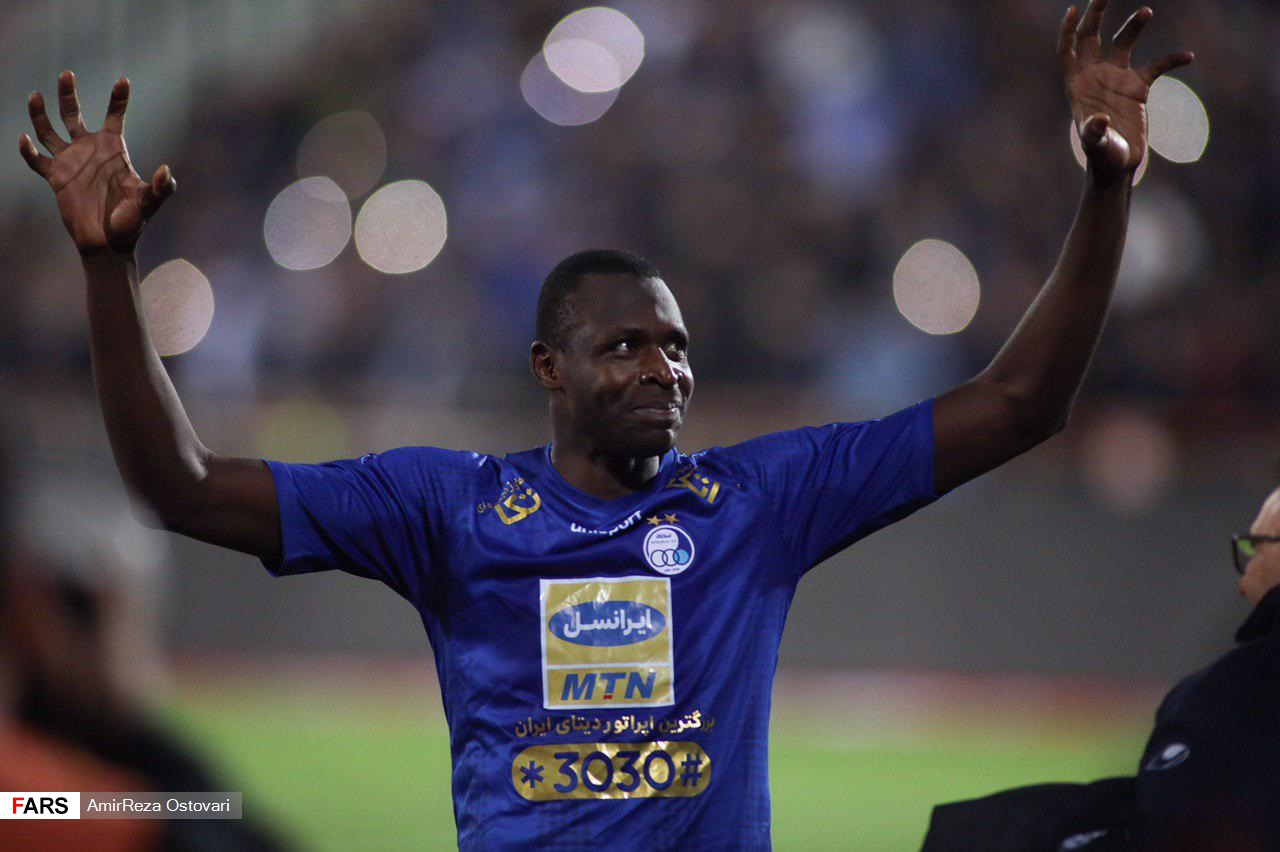
دیاباته با پیراهن استقلال تهران در سال ۱۳۹۸

در پایان فصل ۱۴۰۰–۱۳۹۹ با اعلام رسمی مدیران استقلال این بازیکن از استقلال جدا شد.
شیخ دیاباته در فصل ۹۹–۱۳۹۸ که آقای گل ایران شد کفش طلای خود را از سازمان لیگ دریافت نکرد و بدون دریافت جایزهٔ آقای گلی از ایران رفت.

### الغرافه قطر
در ۲۵ شهریور ۱۴۰۰، دیاباته با قراردادی ۱ ساله به باشگاه فوتبال الغرافه قطر پیوست.دیاباته یک سال زیر نظر آندره‌آ استراماچونی در الغرافه فعالیت کرد و در تمام رقابت‌ها توانست ۲۸ بار به میدان برود و ۱۹ گل به ثمر برساند با اعلام باشگاه الغرافه در ۲۳ ژوئن ۲۰۲۲ شیخ دیاباته به صورت رسمی از این تیم جدا شد.

### پرسپولیس
شیخ دیاباته در تاریخ ۱۱ شهریور ۱۴۰۱ با عقد قراردادی یک ساله به باشگاه باشگاه فوتبال پرسپولیس پیوست. دیاباته در ۲۱ مهر برای باشگاه اولین بازی خود را انجام داد و در دقیقه ۸۵ به جای یورگن لوکادیا در بازی لیگ مقابل مس رفسنجان به میدان رفت. دیاباته در ۵ آبان در دومین بازی خود برای پرسپولیس در مقابل مس کرمان، تک‌گل پیروزی بخش پرسپولیس را به ثمر رساند. در هفته نوزدهم لیگ برتر در برد خارج از خانه ۲–۱ پرسپولیس مقابل صنعت نفت، دیاباته هر دو گل پرسپولیس را به ثمر رساند. دیاباته با عملکرد قابل قبولی که جلوی صنعت نفت داشت، در تیم منتخب هفته نیز قرار گرفت. و پس از مصدومیت‌های متعدد مدیران پرسپولیس تمایلی به تمدید قرارداد وی نداشتند و شیخ دیاباته از پرسپولیس جدا شد.

## دوران ملی
شیخ دیاباته در مسابقات قهرمانی زیر ۱۷ سال قاره آفریقا (۲۰۰۵) در تیم مالی بازی کرد و سه گل در این رقابت‌ها برای این تیم به ثمر رساند. اولین حضور او در تیم ملی بزرگسالان مالی نیز به سال ۲۰۰۵ بر می‌گردد که در مسابقات مقدماتی جام جهانی ۲۰۰۶ به عنوان بازیکن تعویضی در مقابل لیبریا وارد زمین شد. او در مجموع ۳۹ بازی برای تیم ملی کشورش بازی کرده و ۱۵ گل برای این تیم به ثمر رسانده است.

## آمار باشگاهی و ملی

### باشگاهی
تا تاریخ ۱۱ فروردین ۱۴۰۲
| عملکرد             | عملکرد             | عملکرد             | لیگ برتر(۱) | لیگ برتر(۱) | جام حذفی(۲) | جام حذفی(۲) | لیگ کاپ(۳) | لیگ کاپ(۳) | قاره‌ای(۴) | قاره‌ای(۴) | مجموع | مجموع |
| فصل                | باشگاه             | لیگ                | بازی        | گل          | بازی        | گل          | بازی       | گل         | بازی      | گل        | بازی  | گل    |
| ------------------ | ------------------ | ------------------ | ----------- | ----------- | ----------- | ----------- | ---------- | ---------- | --------- | --------- | ----- | ----- |
| ۲۰۰۸–۲۰۰۹          | آژاکسیو            | لیگ ۲              | ۳۰          | ۱۴          | _           | _           | _          | _          | _         | _         | ۳۰    | ۱۴    |
| مجموع آژاکسیو      | مجموع آژاکسیو      | مجموع آژاکسیو      | ۳۰          | ۱۴          | _           | _           | _          | _          | _         | _         | ۳۰    | ۱۴    |
| ۲۰۰۹–۲۰۱۰          | نانسی              | لیگ ۱              | ۲           | ۰           | _           | _           | ۱          | ۰          | _         | _         | ۳     | ۰     |
| مجموع نانسی        | مجموع نانسی        | مجموع نانسی        | ۲           | ۰           | ۰           | ۰           | ۱          | ۰          | ۰         | ۰         | ۳     | ۰     |
| ۲۰۱۰–۲۰۱۱          | بوردو              | لیگ ۱              | ۱۶          | ۴           | ۲           | ۲           | _          | _          | _         | _         | ۱۸    | ۶     |
| ۲۰۱۱–۲۰۱۲          | بوردو              | لیگ ۱              | ۲۶          | ۸           | _           | _           | _          | _          | _         | _         | ۲۶    | ۸     |
| ۲۰۱۲–۲۰۱۳          | بوردو              | لیگ ۱              | ۲۳          | ۸           | ۴           | ۶           | _          | _          | ۸         | ۴         | ۳۵    | ۱۸    |
| ۲۰۱۳–۲۰۱۴          | بوردو              | لیگ ۱              | ۲۵          | ۱۲          | _           | _           | ۱          | ۰          | ۲         | ۰         | ۲۸    | ۱۲    |
| ۲۰۱۴–۲۰۱۵          | بوردو              | لیگ ۱              | ۱۵          | ۸           | _           | _           | ۲          | ۱          | ۰         | ۰         | ۱۷    | ۹     |
| ۲۰۱۵–۲۰۱۶          | بوردو              | لیگ ۱              | ۲۲          | ۱۰          | ۱           | ۲           | ۱          | ۰          | ۴         | ۱         | ۲۸    | ۱۳    |
| مجموع بوردو        | مجموع بوردو        | مجموع بوردو        | ۱۲۷         | ۵۰          | ۷           | ۱۰          | ۴          | ۱          | ۱۴        | ۵         | ۱۵۲   | ۶۶    |
| ۲۰۱۶–۲۰۱۷          | آنکارا اسپور       | سوپرلیگ ترکیه      | ۸           | ۰           | ۳           | ۵           | _          | _          | ۵         | ۱         | ۱۶    | ۶     |
| مجموع آنکارا اسپور | مجموع آنکارا اسپور | مجموع آنکارا اسپور | ۸           | ۰           | ۳           | ۵           | _          | _          | ۵         | ۱         | ۱۶    | ۶     |
| ۲۰۱۶–۲۰۱۷          | متس                | لیگ ۱              | ۱۴          | ۸           | ۰           | ۰           | _          | _          | _         | _         | ۱۴    | ۸     |
| مجموع متس          | مجموع متس          | مجموع متس          | ۱۴          | ۸           | ۰           | ۰           | _          | _          | _         | _         | ۱۴    | ۸     |
| ۲۰۱۷–۲۰۱۸          | بنونتو             | سری آ              | ۱۱          | ۸           | ۰           | ۰           | _          | _          | _         | _         | ۱۱    | ۸     |
| مجموع بنونتو       | مجموع بنونتو       | مجموع بنونتو       | ۱۱          | ۸           | ۰           | ۰           | _          | _          | _         | _         | ۱۱    | ۸     |
| ۲۰۱۸–۲۰۱۹          | الامارات           | لیگ امارات         | ۱۹          | ۱۰          | ۱           | ۴           | ۳          | ۴          | _         | _         | ۲۳    | ۱۸    |
| مجموع الامارات     | مجموع الامارات     | مجموع الامارات     | ۱۹          | ۱۰          | ۱           | ۴           | ۳          | ۴          | _         | _         | ۲۳    | ۱۸    |
| ۲۰۱۹–۲۰۲۰          | استقلال            | لیگ برتر           | ۲۱          | ۱۵          | ۲           | ۰           | _          | _          | ۵         | ۴         | ۲۸    | ۱۹    |
| ۲۰۲۰–۲۰۲۱          | استقلال            | لیگ برتر           | ۱۲          | ۲           | ۱           | ۱           | _          | _          | ۶         | ۵         | ۱۹    | ۸     |
| مجموع استقلال      | مجموع استقلال      | مجموع استقلال      | ۳۳          | ۱۷          | ۳           | ۱           | ۰          | ۰          | ۱۱        | ۹         | ۴۷    | ۲۷    |
| ۲۰۲۱–۲۰۲۲          | الغرافه            | لیگ ستارگان        | ۱۶          | ۱۱          | ۴           | ۲           | ۶          | ۵          | ۲         | ۱         | ۲۸    | ۱۹    |
| مجموع الغرافه      | مجموع الغرافه      | مجموع الغرافه      | ۱۶          | ۱۱          | ۴           | ۲           | ۶          | ۵          | ۲         | ۱         | ۲۸    | ۱۹    |
| ۲۳–۲۰۲۲            | پرسپولیس           | لیگ برتر           | ۹           | ۳           | ۰           | ۰           | _          | _          | _         | _         | ۹     | ۳     |
| مجموع پرسپولیس     | مجموع پرسپولیس     | مجموع پرسپولیس     | ۹           | ۳           | ۰           | ۰           | ۰          | ۰          | ۰         | ۰         | ۹     | ۳     |
| مجموع آمار         | مجموع آمار         | مجموع آمار         | ۲۶۹         | ۱۲۱         | ۱۸          | ۲۲          | ۱۴         | ۱۰         | ۳۲        | ۱۶        | ۳۳۳   | ۱۶۹   |

۱: شامل لیگ ۲ فرانسه، لیگ ۱ فرانسه، سوپرلیگ ترکیه، سری آ ایتالیا، لیگ برتر امارات، لیگ برتر ایران، لیگ ستارگان قطر
۲: شامل جام حذفی فرانسه، جام حذفی ترکیه، جام حذفی ایتالیا، جام رئیس دولت امارات، جام حذفی ایران، جام امیر قطر
۳: شامل جام اتحادیه باشگاه‌های فرانسه، جام اتصالات امارات، سوپر جام فوتبال ایران، جام ستارگان قطر
۴: شامل لیگ اروپا، لیگ قهرمانان اروپا، لیگ قهرمانان آسیا

### بازی‌های ملی
| مالی  | مالی | مالی | مالی   |
| سال   | بازی | گل   | پاس گل |
| ----- | ---- | ---- | ------ |
| ۲۰۰۵  | ۳    | ۰    | ۰      |
| ۲۰۰۶  | ۱    | ۰    | ۰      |
| ۲۰۰۸  | ۳    | ۱    | ۰      |
| ۲۰۱۱  | ۶    | ۵    | ۰      |
| ۲۰۱۲  | ۱۰   | ۵    | ۱      |
| ۲۰۱۳  | ۸    | ۱    | ۱      |
| ۲۰۱۴  | ۴    | ۲    | ۰      |
| ۲۰۱۵  | ۲    | ۱    | ۰      |
| ۲۰۱۶  | ۲    | ۰    | ۰      |
| مجموع | ۳۹   | ۱۵   | ۲      |

### گل‌های ملی
| شماره | تاریخ          | میزبان   | بازی ملی | حریف     | نتیجه | رقابت                          |
| ----- | -------------- | -------- | -------- | -------- | ----- | ------------------------------ |
| ۱     | ۱۸ نوامبر ۲۰۰۸ | روآن     | ۷        | الجزایر  | ۱–۱   | دوستانه                        |
| ۲     | ۲۶ مارس ۲۰۱۱   | باماکو   | ۹        | زیمبابوه | ۱–۰   | مقدماتی جام ملت‌های آفریقا ۲۰۱۲ |
| ۳     | ۱۰ اوت ۲۰۱۱    | المنستیر | ۱۱       | تونس     | ۴–۲   | دوستانه                        |
| ۴     | ۳ سپتامبر ۲۰۱۱ | باماکو   | ۱۲       | کیپ ورد  | ۳–۰   | مقدماتی جام ملت‌های آفریقا ۲۰۱۲ |
| ۵     | ۳ سپتامبر ۲۰۱۱ | باماکو   | ۱۲       | کیپ ورد  | ۳–۰   | مقدماتی جام ملت‌های آفریقا ۲۰۱۲ |
| ۶     | ۸ اکتبر ۲۰۱۱   | مونروویا | ۱۳       | لیبریا   | ۲–۲   | مقدماتی جام ملت‌های آفریقا ۲۰۱۲ |
| ۷     | ۵ فوریه ۲۰۱۲   | لیبرویل  | ۱۷       | گابن     | ۱–۱   | جام ملت‌های آفریقا ۲۰۱۲         |
| ۸     | ۱۱ فوریه ۲۰۱۲  | مالابو   | ۱۹       | غنا      | ۲–۰   | جام ملت‌های آفریقا ۲۰۱۲         |
| ۹     | ۱۱ فوریه ۲۰۱۲  | مالابو   | ۱۹       | غنا      | ۲–۰   | جام ملت‌های آفریقا ۲۰۱۲         |
| ۱۰    | ۸ اکتبر ۲۰۱۲   | باماکو   | ۲۲       | بوتسوانا | ۳–۰   | مقدماتی جام ملت‌های آفریقا ۲۰۱۳ |
| ۱۱    | ۱۳ اکتبر ۲۰۱۲  | لوباتس   | ۲۳       | بوتسوانا | ۴–۱   | مقدماتی جام ملت‌های آفریقا ۲۰۱۳ |
| ۱۲    | ۱۳ ژوئن ۲۰۱۳   | باماکو   | ۳۱       | بنین     | ۲–۲   | مقدماتی جام جهانی ۲۰۱۴         |
| ۱۳    | ۵ مارس ۲۰۱۴    | پاریس    | ۳۲       | سنگال    | ۱–۱   | دوستانه                        |
| ۱۴    | ۷ سپتامبر ۲۰۱۴ | باماکو   | ۳۳       | مالاوی   | ۲–۰   | مقدماتی جام ملت‌های آفریقا ۲۰۱۵ |
| ۱۵    | ۱۱ نوامبر ۲۰۱۵ | باماکو   | ۳۷       | بوتسوانا | ۲–۰   | مقدماتی جام جهانی ۲۰۱۸         |

## افتخارات

### بوردو
- جام حذفی فوتبال فرانسه: ۱۳–۲۰۱۲
- سوپر جام فوتبال فرانسه: ۲۰۱۳ نایب قهرمان

### استقلال تهران
- لیگ برتر خلیج فارس ۹۹–۱۳۹۸ نایب قهرمان
- جام حذفی فوتبال ایران ۹۹–۱۳۹۸ نایب قهرمان

### پرسپولیس
- لیگ برتر فوتبال ایران ۰۲–۱۴۰۱
- جام حذفی فوتبال ایران ۰۲–۱۴۰۱

### تیم ملی مالی
- مقام سومی در جام ملت‌های آفریقا ۲۰۱۲
- مقام سومی در جام ملت‌های آفریقا ۲۰۱۳

#### فردی
- آقای گل جام ملت‌های آفریقا ۲۰۱۲ به همراه تیم ملی مالی (۳ گل)
- آقای گل جام حذفی فوتبال فرانسه ۱۳–۲۰۱۲ به همراه بوردو (۶ گل)
- آقای گل لیگ برتر فوتبال ایران ۹۹–۱۳۹۸ به همراه استقلال (۱۵ گل)
- بهترین گلزن تیم بوردو در فصل ۱۴–۲۰۱۳ در تمامی رقابت‌ها (۱۱ گل)
- بهترین گلزن تیم بوردو در فصل ۱۶–۲۰۱۵ در تمامی رقابت‌ها (۱۳ گل)
- بهترین گلزن تیم الامارات در فصل ۱۸–۲۰۱۷ در تمامی رقابت‌ها (۱۸ گل)
- بهترین گلزن تیم استقلال در فصل ۲۰–۲۰۱۹ در تمامی رقابت‌ها (۱۹ گل)
- بهترین گلزن خارجی تاریخ استقلال (۲۷ گل)
- بهترین مهاجم سال ۱۳۹۸ در نوروز فوتبالی
- تیم منتخب سال ۱۳۹۸ نوروز فوتبالی